# MADAT
MADAT (zkratka z Marie a Alois Dvořákovi Atelier Tance) je pražský taneční klub, který založili 29.9.1992 manželé Dvořákovi v Praze 6 v Řepích. Vychoval nespočet vynikajících tanečníků a zapsal se do historie tanečního sportu jako jeden z nejúspěšnějších klubů vůbec. Po sedmnáctiletém fungování začala v r. 2009 spolupráce s Jiřím Plamínkem a jeho taneční školou, a došlo k přejmenování na Madat TŠ Plamínek. V současné době Taneční škola Plamínek pořádá taneční kurzy a zpopularizovala i taneční pro dospělé, také díky televiznímu pořadu Stardance u jehož zrodu v České televizi stála.
Na taneční tradici manželů Dvořákových navázal jejich syn, Martin Dvořák, v současnosti prezident Českého svazu tanečního sportu, několikanásobný mistr České republiky a finalista mistrovství světa i Evropy v tanečním sportu. Pokračuje v jejich šlépějích a vede taneční klub MZ Dance Team, který vychová nejen mistry České republiky, ale také taneční hvězdy pořadu Stardance (Natálie Otáhalová, Veronika Lišková, Michaela Nováková - v 10. řadě)

## Historie

### Co předcházelo vzniku klubu?
Taneční tréninky fungovaly během let 1986 - 1989 zatím pouze v rámci zájmového kroužku pod jménem Styláček (nejdříve klub Styl J. Pavlíka). Sídlo měl v Ústředním kulturním domě železničářů. Vznikaly první taneční páry (např. L. Vondráčková a M. Karban nebo P. Dvořák a J. Vališová), které se prezentovaly na nižších tanečních soutěžích. Mistrovské soutěže v té době ještě nebyly. V roce 1989 se manželé Dvořákovi přestěhovali na Prahu 6 a začali zde přemýšlet nad založením vlastního tanečního klubu. S příchodem revoluce se taneční sport stal dostupnější, a to především pro děti, což dalo 29.9.1992 za vznik tanečnímu klubu MADAT, který byl 1.1.1993 zapsán do obchodního rejstříku jako MADAT v.o.s.

### 1. etapa
Začal se tvořit kolektiv tvrdě pracujících tanečníků. Mezi nejúspěšnější patřily tyto páry:
| partner           | partnerka            | úspěchy       |
| ----------------- | -------------------- | ------------- |
| Jan Budějský      | Andrea Krutinová     | finalista MČR |
| Martin Dvořák     | Tamara Krutinová     | finalista MČR |
| Jan Herget        | Hana Kalousová       | finalista MČR |
| Filip Dvořák      | Marcela Dusilová     |               |
| Tomáš Roubíček    | Iva Budějská         |               |
| David Machurka    | Eva Cajthamlová      |               |
| Václav Čížek      | Gabriela Casková     |               |
| Jaroslav Pecháček | Eva Potůžková        |               |
| Jan Bydžovský     | Petra Halbichová     |               |
| Pavel Šmejkal     | Lucie Holá           |               |
| Petr Stískal      | Veronika Kloboučková |               |

### 2. etapa - Taneční třída 1993/94 - 1997/98
Již fungující taneční škola MADAT se rozhodla pokusit se zavést společenský tanec do výukového plánu základních škol. Marie Dvořáková učila na prvním stupni základní školy Socháňova, Praha 6, která byla zaměřena na tělesnou výchovu, a kde také sídlil MADAT, což umožnilo tento projekt zrealizovat. Po absolvování všech formalit nutných pro otevření první taneční třídy (vytvoření tematických plánů, následné schválení ministerstva školství atd.) se mohla ve školním roce 1993/94 otevřít první třída zaměřená na společenský tanec.
Součástí zápisu byl také konkurz, kterého se zúčastnilo 22 dívek a 15 chlapců. V září pak do 1.D nastoupilo celkem 26 žáků. Výuka byla zaměřena především na všestranný rozvoj pohybové koordinace. Každodenní pomůckou žáků bylo švihadlo. Školní rok zakončily první taneční závody nanečisto. Manželé Dvořákovi rozdělili děti do zkušebních párů a ty rozlosovali do skupin, aby si zkusily soutěžit jako na skutečné taneční soutěži. Spousta dětí ukázala, že v sobě má opravdového soutěžního a hlavně tanečního ducha.
Do dalšího roku pokračovalo o tři dívky a dva chlapce méně, ale zároveň dvě děti přestoupily z jiné školy. Složené taneční páry začaly soupeřit na soutěžích po celé republice a každým rokem se zvyšovala jejich taneční úroveň. Propagovaly dětský taneční sport a brzy začaly reprezentovat MADAT na prvních příčkách mistrovství České republiky ať už v soutěži jednotlivců nebo družstev.
Po přestupu na druhý stupeň ZŠ už pokračovali žáci jako jednotlivci a společenský tanec trénovali ve volném čase. Nejdéle setrval taneční pár ve složení Vladimír Sígl a Lucie Čechová - finalisté MČR v kategorii Mládež a pokračovali spolu i dále do kategorie Dospělí.
| rok  | kategorie    | taneční pár                         | umístění  |
| ---- | ------------ | ----------------------------------- | --------- |
| 1999 | Junior 1 STT | Kovařík Lukáš a Kašparová Veronika  | 3. místo  |
|      | Junior 1 LAT | Brandejs Adam a Skoumalová Radka    | 7. místo  |
|      | Junior 1 LAT | Kysela Ondřej a Kettnerová Kristýna | 11. místo |
|      | Junior 2 STT | Martin Dvořák a Chlupová Ivana      | 1. místo  |
|      | Junior 2 LAT | Martin Dvořák a Chlupová Ivana      | 2. místo  |
| 2000 | Junior 1 LAT | Havlíček Jiří a Dětinská Vanda      | 2. místo  |
|      | Junior 1 LAT | Necpál Michal a Tichá Kateřina      | 5. místo  |
| 2001 | Junior 2 STT | Gaudník Tomáš a Tichá Kateřina      | 1. místo  |
|      | Junior 2 STT | Kovařík Lukáš a Chlupová Kateřina   | 4. místo  |
|      | Junior 2 STT | Brandejs Adam a Skoumalová Radka    | 9. místo  |
|      | Junior 2 STT | Kysela Ondřej a Kettnerová Kristýna | 10. místo |
|      | Junior 2 LAT | Gaudník Tomáš a Tichá Kateřina      | 1. místo  |
|      | Junior 2 LAT | Havlíček Jiří a Dětinská Vanda      | 6. místo  |
|      | Junior 2 10T | Gaudník Tomáš a Tichá Kateřina      | 2. místo  |
|      | Junior 2 10T | Kovařík Lukáš a Chlupová Kateřina   | 3. místo  |
|      | Junior 2 10T | Kysela Ondřej a Kettnerová Kristýna | 7. místo  |
|      | Junior 2 10T | Brandejs Adam a Skoumalová Radka    | 9. místo  |
|      | Junior 2 STT | Družstva                            | 1. místo  |
|      | Junior 2 LAT | Družstva                            | 1. místo  |
| 2002 | Junior 2 STT | Kysela Ondřej a Kettnerová Kristýna | 8. místo  |
|      | Mládež STT   | Gaudník Tomáš a Tichá Kateřina      | 9. místo  |
|      | Mládež LAT   | Gaudník Tomáš a Tichá Kateřina      | 8. místo  |
|      | Junior 2 10T | Kysela Ondřej a Kettnerová Kristýna | 8. místo  |
|      | Mládež 10T   | Gaudník Tomáš a Tichá Kateřina      | 4. místo  |
|      | Hlavní STT   | Družstva                            | 5. místo  |
|      | Hlavní LAT   | Družstva                            | 6. místo  |

### 3. etapa
Další taneční třídu se nepodařilo sestavit a děti, které měly zájem o taneční sport, se jednotlivě hlásily do tanečně pohybových kurzů na ZŠ Socháňova (později přejmenována na ZŠ genpor. Františka Petřiny) pod vedením Marie a Aloise Dvořákových. MADAT se stal silným klubem, jehož páry se pravidelně zúčastňovaly tanečních lig a mistrovských soutěží, kde získávaly finálová a medailová umístění. Úspěšný byl tým MADATU také na MČR družstev.
| partner          | partnerka               |
| ---------------- | ----------------------- |
| Martin Dvořák    | Zuzana Šilhánová        |
| Milan Martínek   | Kateřina Krejčíková     |
| Nikita Kolomeets | Jana Macháčková         |
| Nikita Kolomeets | Michaela Hladová        |
| Václav Melč      | Kateřina Pelcová        |
| Václav Melč      | Marika Kasalová         |
| Kirill Putryk    | Magdalena Roderová      |
| Jan Pelichovský  | Petra Pazderová         |
| Adam Hoffhansel  | Barbora Fellinghauerová |
| Jiří Gross       | Tereza Šimáčková        |
| Lukáš Holeček    | Martina Hejtmánková     |
| Jiří Svoboda     | Lucie Kociánová         |
| Pavel Gaudík     | Zuzana Neumitková       |
| Daniel Lukáč     | Iva Maršálková          |
| Lukáš Kleinberg  | Danuše Neubauerová      |
| Ondřej Borský    | Zuzana Kolská           |
| Luděk Hoření     | Veronika Volková        |

### 4. etapa
Dne 9. 1. 2009 zemřel taneční mistr Alois Dvořák, a tak začala další a zatím poslední etapa MADATU. Martin Dvořák a Zuzana Šilhánová, v té době na špičce českého i světového ranklistu, museli skloubit svojí taneční přípravu s tréninkem ostatních členů klubu. Společně s Marií Dvořákovou se jim podařilo vytvořit pevný základ pro další pokračování. Došlo k obměně členů - přicházely nové tváře a odcházela spousta těch starších. Přišla nabídka spolupráce od tanečního mága Jiřího Plamínka, organizátora vzdělávání trenérů a spolutvůrce knihy Technika STT a LAT tanců.
Dne 29. 10. 2009 došlo k přejmenování tanečního klubu na Madat TŠ Plamínek. Vedení si rozdělilo dvě oblasti působení - Jiří Plamínek masovou kurzovní činnost a oblast tanečního sportu vedlo trio Martin Dvořák, Zuzana Šilhánová a Marie Dvořáková.
| partner        | partnerka          |
| -------------- | ------------------ |
| Marek Hrstka   | Vitalija Tyrnová   |
| Martin Pazdera | Vitaliya Ivanytska |
| Jan Tomášek    | Markéta Feiferová  |
| Adam Kopáček   | Gabriela Strialová |
| Jan Škoda      | Julie Rezková      |
| Jakub Škoda    | Markéta Škorpilová |

Původní taneční klub Madat jako veřejná obchodní společnost zanikl 9. 1. 2010 a 9. 8. 2012 byl vymazán u obchodního rejstříku. Klub Madat TŠ Plamínek pokračuje ale v činnosti dále.

## Zakladatelé

### Alois Dvořák
Alois Dvořák začal svoji taneční karierů po absolvování tanečních kurzů v taneční škole manželů Kleinbergových. Závodně se tanci věnoval od roku 1964. Jeho partnerkou a zároveň první manželkou byla Milena Dvořáková. Udržovali se na špičce ČSSR v období 90. let jako 2. vícemistři republiky ve standardních tancích a finalisté s opakovaným ziskem 4. místa v latině. Po Eduardu Císařovi převzal vedení tanečního klubu Styl J. Pavlíka
Věnoval se choreografii, podpořen svým hudebním vzděláním houslisty. Podařilo se mu získat 11 titulů na Mistrovství republiky a opakovaně se se svými choreografiemi umístil na Mistrovství Evropy i světa (včetně 3 bronzových medailí) ve standardních formacích. Se svou druhou manželkou Marií Dvořákovou se podílel na tvorbě knihy Technika STT a LAT tanců, kde vedl část výuky LAT a choreografii formací.
Byl a stále je uznávaným trenérem, lektorem, porotcem, choreografem a funkcionářem tanečního svazu. V roce 2008 byl na kongresu oceněn za svoji dlouholetou práci a reprezentaci České republiky a získal Výroční cenu do síně slávy.

### Marie Dvořáková
Marie Dvořáková začala svoji aktivní taneční kariéru také po absolvování tanečních kurzů v roce 1973 ještě za studií na gymnázia v Rakovníku v tanečním klubu Nezbedný Bakalář. Jejím prvním tanečním partnerem byl Zdeněk Knobloch. Převzala od něj taneční třídu B a hned získali finálová umístění. Po maturitě spolu pokračovali v tanečním klubu Styl J. Pavlíka až do zisku taneční třídy M. Zároveň se stali členy reprezentačního týmu formace Stylu J. Pavlíka neboli "Styláky" po boku tehdejších tanečních špiček jako např. bratrů K. a Z. Lansfeldových nebo J. Kopečného.
Osobním trenérem se stal Alois Dvořák, se kterým 17. 2. 1979 uzavřela sňatek a hned přišla taneční přestávka v podobě mateřských povinností. Narodil se první syn Filip. Po roce odpromovala na Pedagogické fakultě Univerzity Karlovy a začala znovu budovat taneční kariéru od třídy C s Jardou Zemanem. Po dvou letech přišel opět zisk taneční třídy M a další rok už semifinálová umístění na mistrovstvích ČSSR ve STT, LAT i 10T. Úspěšně reprezentovali klub i ve formacích na mistrovství Evropy i světa jako medailisté i finalisté.
V roce 1985 se narodil druhý syn Martin a manželé Dvořákovi nastupují na společnou taneční cestu profesionálů, reprezentující ČSSR po celém světě. V roce 1993 ukončili závodní kariéru a pokračovali společně dál jako trenéři a porotci.